# Pioneer Corporation
Pioneer Corporation (パイオニア株式会社), referida como Pioneer, é uma empresa multinacional japonesa, fundada em 1938, com sede em Tóquio, no Japão, especializada em produtos de entretenimento digital. 

## Visão geral

#### TAD
Na década de 1970, quando a Pioneer estava em seu auge como fabricante de áudio, foram criadas duas marcas que se estabeleceram como marcas high-end independentes da marca PIONEER: "TAD" (fundada em 1975) e "EXCLUSIVE" (fundada em 1977). 
Posteriormente, unificada sob a marca "TAD" estabeleceu uma grande reputação como marca de áudio de primeira classe.
Em 2007, a marca "TAD" foi alterada para "Technical Audio Devices Laboratories Co., Ltd." (conhecida como TAD Laboratories) e estabelecida como empresa independente da Pioneer Corporation.
A marca TAD e os TAD Laboratories, mesmo após a Pioneer Corporation se retirar do negócio de áudio em 2015, continuaram a manter: "a elevada reputação como marca de áudio high-end", "o negócio de áudio exclusivo", “a existência como empresa independente” e, nos dias atuais, ainda mantem a posição de “melhor fabricante de áudio do Japão", cujas origens remontam à Pioneer no seu apogeu.
TAD Laboratories ainda é uma das empresas do grupo Pioneer.

#### Negócio de Mapas
O negócio de mapas (MapFan), que administra mapas de navegação automotiva, foi vendido ao Polaris Capital Group em 2021 e, a partir de 2023, opera de forma independente da Pioneer como GeoTechnologies Inc..

## História

### O começo
Nozomu Matsumoto, o fundador, encantado com os alto-falantes dinâmicos de fabricação americana disse: “Quero definitivamente criar um alto-falante puramente doméstico (japonês) com as minhas próprias mãos”.  
Em 1937, ele criou sozinho o primeiro modelo de alto-falante puramente doméstico, o alto-falante dinâmico "A-8" e registrou a marca comercial "PIONEER (パイオニア)". Em janeiro de 1938, a Fukuin Shokai Denki Seisakusho (福音商会電機製作所) foi fundada e as vendas começaram.
Mais tarde, Matsumoto fundou uma gráfica chamada “Fukuin", imprimindo manuais de instruções e catálogos para produtos Pioneer em um esforço para monopolizar os lucros. Em 1961, o nome da empresa foi alterado para a marca PIONEER. 
Em 1962, foi lançado o primeiro equipamento estéreo separado do mundo. Durante o auge do boom do Áudio das décadas de 1960 a 1970, junto com Sansui e Trio, a Pioneer era conhecida como uma das "três maiores empresas de áudio", e foi carinhosamente apelidada pelos audiófilos como o “Pioneiro dos alto-falantes”.

### Fracasso em TV de plasma
Em 2003, a Pioneer converteu a sua fábrica de Shizuoka, que anteriormente produzia áudio, numa fábrica de painéis de plasma denominada Pioneer Display Products, também investiu fortemente neste negócio, incluindo a aquisição do negócio de plasma da NEC por 50 bilhões de ienes em 2004 e, neste mesmo ano, a Pioneer tornou-se líder mundial em quantidade de produção de painéis de plasma.
Embora a empresa tenha registado um enorme défice de mais de 80 bilhões de ienes em 2005 devido ao investimento em plasma, as vendas atingiram quase 800 bilhões de ienes em 2006, e este foi o período de pico em termos de vendas. No entanto, mesmo que a Pioneer investisse fortemente em plasma, não conseguiria igualar o montante de investimento da Panasonic, que tinha investido mais de 500 bilhões de ienes em plasma. E, devido à concorrência de mercado entre as TVs de plasma e as TVs LCD, a empresa decidiu se retirar do mercado de TVs de tela plana em 2008, sem esperar que fosse eliminada pelo mercado.
Em 2008, além da queda no negócio de eletrodomésticos, como televisores, o negócio de navegação automotiva também estava com baixo desempenho devido à crise econômica global causada pela falência do banco de investimentos norte-americano Lehman Brothers, resultando numa perda total de 130 bilhões de ienes.
Desde 2004, a empresa estava no vermelho e as condições de negócios estavam se deteriorando, por isso, em 2009, após a falência do Lehman Brothers, a empresa vendeu o imóvel da sua sede em Meguro e transferiu-se para o escritório em Kawasaki, num esforço para gerar caixa e racionalizar sua estrutura de negócios. Antecipando uma recuperação da procura de eletrônico automotivo a partir de 2011, foi adotada uma política de concentração de recursos no negócio de eletrônico automotivo.

### Deslistagem da Bolsa
A década de 2010, tornou-se a era de ouvir música em smartphones, e as vendas de equipamentos AV domésticos, que até então eram o pilar da empresa, caíram, resultando na piora do fluxo de caixa.
Em 2014, além do negócio de equipamentos AV domésticos, onde as vendas continuaram lentas, o negócio de equipamentos de DJ (Pioneer DJ, maior fabricante mundial de equipamentos de DJ), que vinha gerando lucros consideráveis, foi vendido para arrecadar fundos para o futuro crescimento. A empresa procurou reconstruir-se como um fabricante de eletrônicos especializado em produtos automotivos, como sistemas de navegação automotiva, mas as vendas desaceleraram devido a fatores como a disseminação de smartphones.
Em março de 2019, a empresa seguiu com a deslistagem da Bolsa de Valores de Tóquio.

## Linha de tempo
- 1999: O nome da empresa em inglês alterado para Pioneer Corporation.[11]  Apresenta o primeiro gravador de DVD do mundo compatível com o formato DVD-RW.